# INS Shivalik (F-47)
INS Shivalik (F47) là tàu chiến đấu tiên thuộc lớp Shivalik tàng hình đa nhiệm vụ được đóng cho Hải quân Ấn Độ. Nó là tàu chiến đầu tiên được Ấn Độ chế tạo. Tàu được đóng bởi công ty Mazagon (MDL) ở Mumbai. Việc xây dựng tàu bắt đầu vào năm 2001 và đã hoàn thành vào năm 2009. Tàu đã trải qua các thử nghiệm trên biển trước khi được đưa vào hoạt động vào ngày 29 tháng 4 năm 2010.
Shivalik tính năng cải tiến tính năng tàng hình và tấn công đất trên các tính năng so với lớp trước Talwar. Tàu cũng là tàu Hải quân Ấn Độ đầu tiên sử dụng hệ thống đẩy CODOG (kết hợp diesel và tuabin khí).

## Thiết kế và mô tả
Tàu khu trục lớp Shivalik được hình thành như một phần Dự án 17 của Hải quân Ấn Độ, đưa ra các yêu cầu đối với một lớp tàu vũ trang tàng hình được thiết kế và đóng ở Ấn Độ. Thông số kỹ thuật thiết kế của Tổng cục Thiết kế Hải quân (DND) cho lớp "Shivalik" đã kêu gọi "tàu khu trục tàng hình 5000 tấn (Dự án 17) kết hợp chặt chẽ các tính năng quản lý chữ ký và chữ ký cao cấp". Ba tàu đầu tiên được chính thức đặt hàng bởi Hải quân Ấn Độ vào đầu năm 1999.

### Đặc tính chung và động cơ đẩy
INS Shivalik có chiều dài 142,5 m (468 ft), sườn ngang 16,9 m (55 ft) và mướn nước 4,5 m (15 ft). Tải trọng tàu tiêu chuẩn là 5.300 t (5.200 tấn Anh; 5.800 tấn Mỹ) và đầy tải 6.200 tấn (6.100 tấn Anh; 6.800 tấn Mỹ). Thủy thủ đoàn khoảng 257, trong đó có 37 sĩ quan.
Tàu sử dụng 7.600 shp (5.700 kW) SEMT Pielstick 16 PA6 STC động cơ diesel khi di chuyển tuần tra hoặc hai tuabin khí 16.800 shp (12.500 kW) GE LM2500+ khi di chuyển tốc độ cao với CODOG. Động cơ diesel cho phép tàu đạt tốc độ tối đa 22 kn (41 km/h; 25 mph) trong khi các tuabin khí cho phép đạt tốc độ tối đa 32 kn (59 km/h; 37 mph).

### Hệ thống điện tử và cảm biến
INS Shivalik được trang bị một loạt các thiết bị điện tử và cảm biến. Bao gồm các:
- 1 × MR-760 Fregat M2EM 3-D radar
- 4 × MR-90 Orekh radars
- 1 × Elta EL/M-2238 STAR
- 2 × Elta EL/M-2221 STGR
- 1 ×BEL APARNA

Ngoài ra, nó sử dụng HUMSA (hull-gắn sonar mảng), ATAS / Thales Sintra kéo hệ thống mảng và bộ phận chiến tranh điện tử BEL Ajanta.

### Vũ khí
INS Shivalik được trang bị với vũ khí của Nga, Ấn Độ và phương Tây. Bao gồm: súng hải quân 76 mm (3 in) Otobreda, Klub và tên lửa chống hạm siêu âm BrahMos, tên lửa phòng không Shtil-1, tên lửa chống tàu ngầm RBU-6000 và ngư lôi DTA-53-956. Barak SAM và AK-630 như Hệ thống vũ khí cận chiến (CIWS). Con tàu cũng mang hai trực thăng HAL Dhruv hoặc Sea King

## Xây dựng và dịch vụ

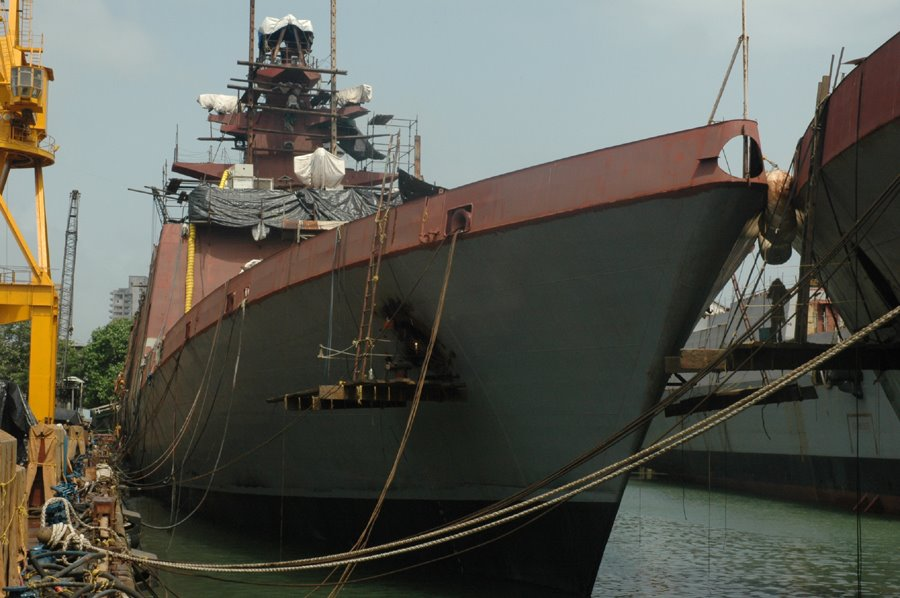
INS Shivalik trong quá trình đóng mới.

Việc đóng INS Shivalik đã bắt đầu vào 2000. Keel của cô đã được đặt vào tháng 7 năm 2001. Tàu đã được hạ thủy vào tháng 6 năm 2004 và dự kiến ban đầu vào năm 2005 Tuy nhiên, cô được nhập biên chế vào tháng 4 năm 2010.

### Lịch sử hoạt động
Vào 2012, INS Shivalik được triển khai đến khu vực Tây Bắc Thái Bình Dương cho JIMEX 2012 (Tập trận Hải quân Nhật Bản-Ấn Độ) với một nhóm bốn chiếc bao gồm INS Rana (D-52) tàu khu trục tên lửa dẫn đường lớp Rajput, INS Shakti (A-57) lớp Deepak và INS Karmuk (P-64) lớp Kora và tham gia vào cuộc tập trận hàng hải đầu tiên giữa Ấn Độ với Nhật Bản. Lực lượng Phòng vệ Biển Nhật Bản (JMSDF) được đại diện bởi hai tàu khu trục, một máy bay tuần tra hàng hải và trực thăng.
Bốn tàu đã đến Tokyo vào ngày 5 tháng 6 năm 2012 sau khi thăm Singapore, Việt Nam, Philippines và Hàn Quốc. Họ ở lại Tokyo trong ba ngày. Chuyến thăm này trùng hợp với lễ kỷ niệm 60 năm quan hệ ngoại giao giữa Ấn Độ và Nhật Bản. Phó Đô đốc Anil Chopra Tham mưu trưởng Hạm đội phương Đông cũng đã đến thăm Tokyo để chứng kiến JIMEX lần đầu tiên.